# شلالوند (مقاطعة دلفان)
شلالوند (بالفارسية: شلالوند) هي قرية تقع في قسم ايتيوند الشمالي الريفي (مقاطعة دلفان) في إيران. يقدر عدد سكانها بـ 49 نسمة .